# Petit-Canal
Petit-Canal is een gemeente in Guadeloupe op het eiland Grande-Terre, en telde 8.203 inwoners in 2019. Het ligt ongeveer 16 km ten noorden van Pointe-à-Pitre.

## Geschiedenis
De gemeente heette oorspronkelijk Mancenillier. In de 18e eeuw werden kanalen aangelegd om het gebied te verbinden met Morne-à-l'Eau. Petit-Canal was de naam van het kleinste kanaal. De kanalen maakten de ontginning van het moerasachtige gebied met mangrovebossen mogelijk. In de 18e eeuw waren er 52 suikerrietplantages in de gemeente.

## Marches des Esclaves
In Petit-Canal bevindt zich de Marches des Esclaves, een trap met een 50-tal treden die leidde van de haven tot de slavenmarkt. Onderaan de trap is een eeuwige vlam. Bovenaan de trap bevindt zich een buste van Louis Delgrès en kerk. De overwoekerde ruïne van een oude gevangenis die gebruikt werd om weerspannige slaven op te sluiten, bevindt in de buurt.

## Galerij

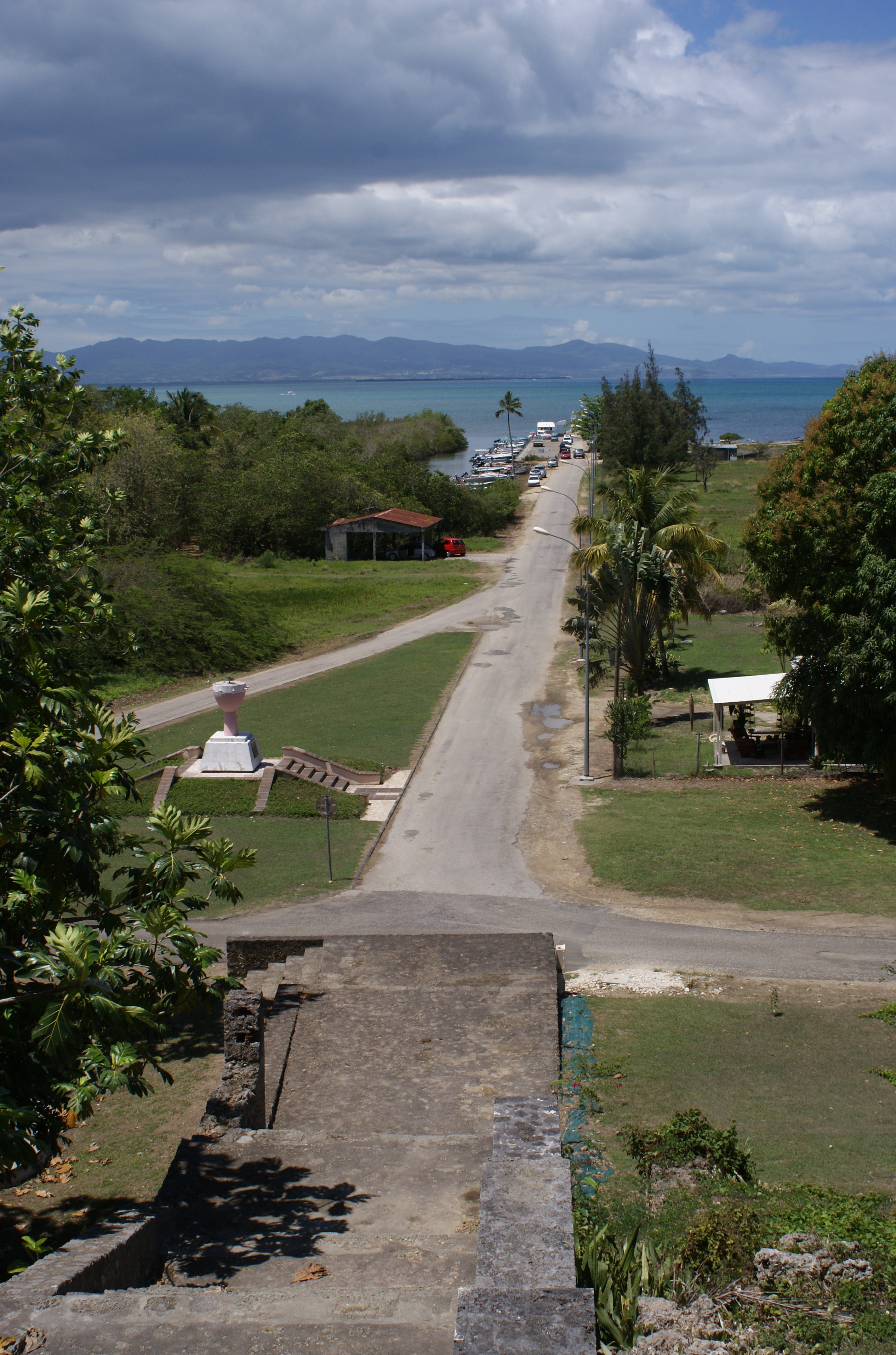
Trap van slaven
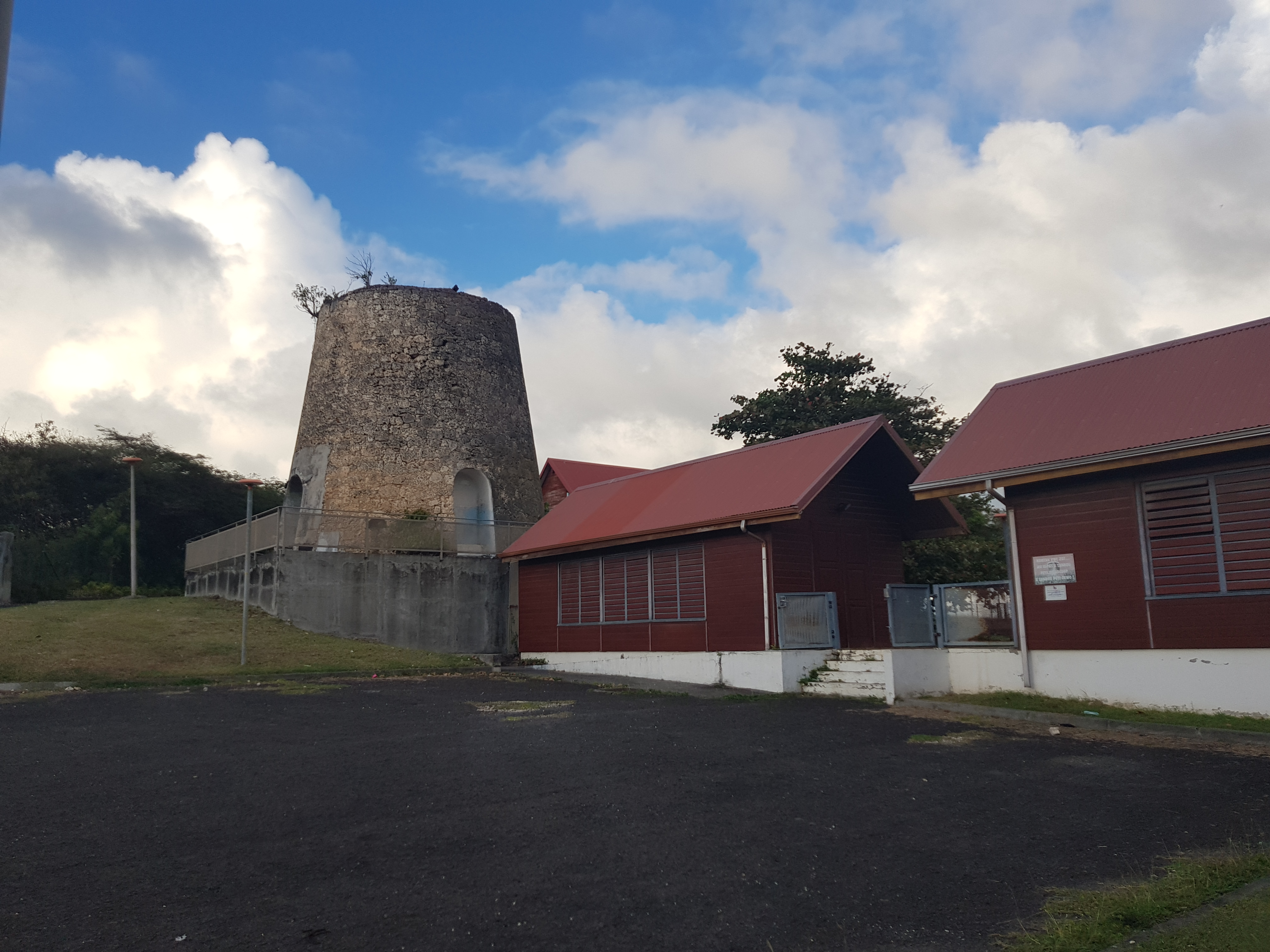
Bedrijventerrein met de voormalige Duval suikermolen
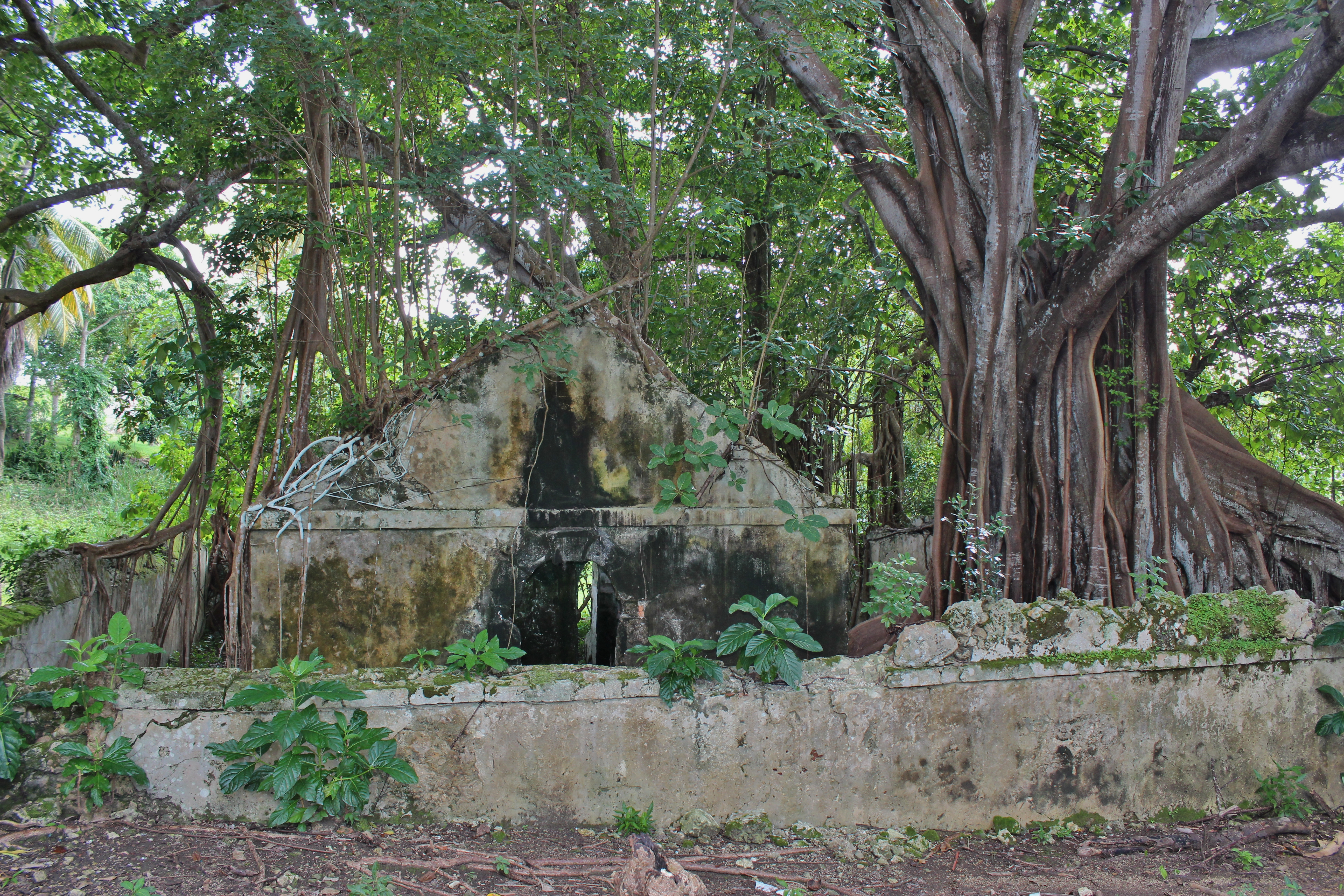
Voormalige gevangenis
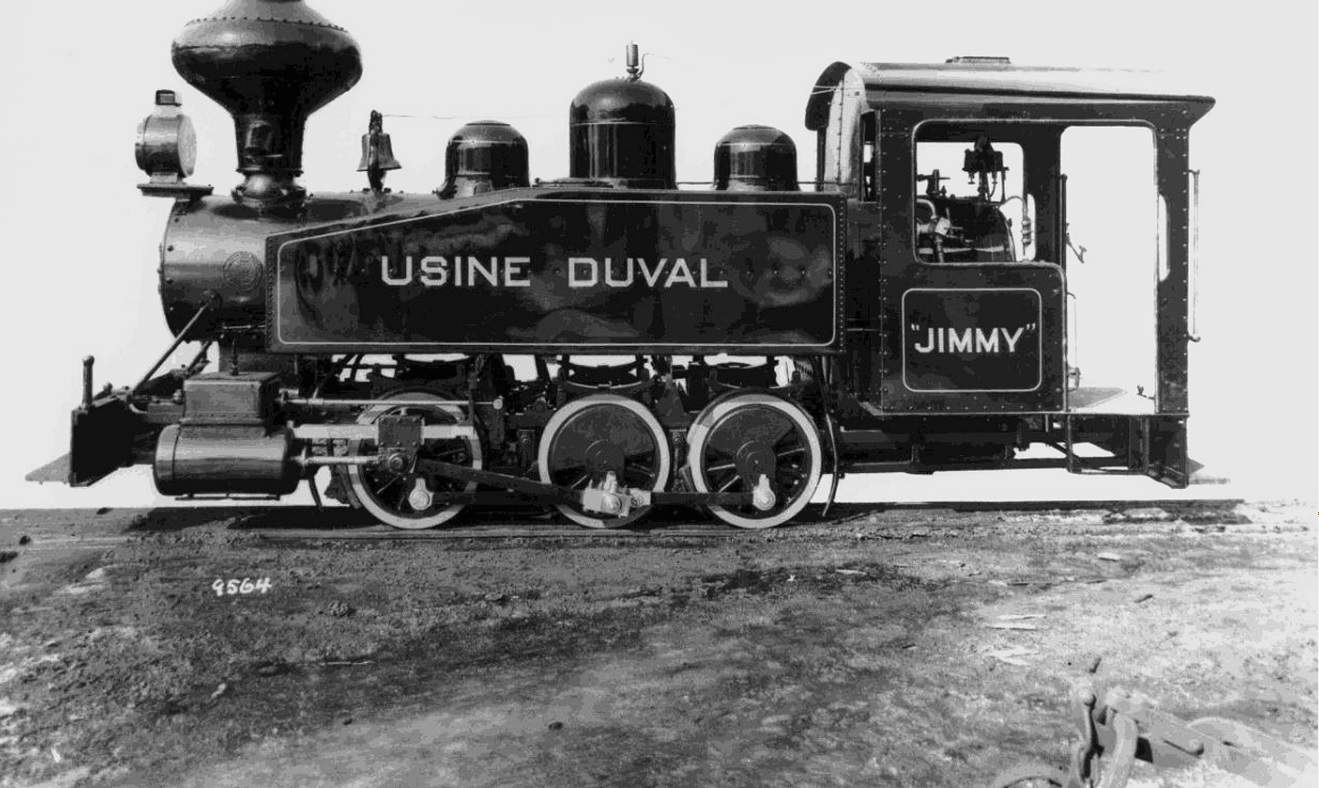
Jimmy, een stoomlocomotief van de Usine Duval fabrieksspoorlijn (1925)

- Bibliothèque nationale de France: cb119690128 (data)
- Library of Congress Control Number: n84044841
- MusicBrainz: 29b5ce09-89b8-49f9-836f-1c48d88e3269
- Nationale Bibliotheek van Israël: 987007559951805171
- Système universitaire de documentation: 027704521
- Virtual International Authority File: 134914548
- WorldCat: E39PBJycHHyW6TdJrktPGFcMfq

Les Abymes · Anse-Bertrand · Baie-Mahault · Baillif · Basse-Terre · Bouillante · Capesterre-Belle-Eau · Capesterre-de-Marie-Galante · Deshaies · La Désirade · Le Gosier · Gourbeyre · Goyave · Grand-Bourg · Lamentin · Morne-à-l'Eau · Le Moule · Petit-Bourg · Petit-Canal · Pointe-à-Pitre · Pointe-Noire · Port-Louis · Saint-Claude · Sainte-Anne · Sainte-Rose · Saint-François · Saint-Louis · Terre-de-Bas · Terre-de-Haut · Trois-Rivières · Vieux-Fort · Vieux-Habitants